# Campeonato Cearense Serie B 2022
El Campeonato Cearense de Serie B 2022 fue la 30ª edición de dicho torneo, organizado por la Federación Cearense de Fútbol. El torneo comenzó el 7 de mayo, finalizó el 4 de agosto y contó con la participación de 10 equipos.

## Sistema de disputa
El campeonato fue disputado en dos fases. La primera fase se jugó en el sistema de Todos contra todos, en una sola rueda, totalizando 9 partidos para cada equipo, avanzando a la segunda fase los 5 mejores equipos clasificados. La segunda fase también se jugó en el sistema de Todos contra todos, en una sola rueda, totalizando 4 partidos para cada equipo. Los dos mejores equipos de la segunda fase ascendieron al Campeonato Cearense 2023. Por otro lado, los clubes que terminaron en las dos últimas posiciones de la primera fase descendieron a la Serie C 2023.
En caso de empate en los puntos ganados entre dos o más equipos al final del campeonato, el desempate, a efectos de clasificación, se realizará observando los siguientes criterios:
1. Partidos ganados
2. Diferencia de goles
3. Goles a favor
4. Enfrentamientos directos (entre dos clubes)
5. Sorteo

## Equipos participantes
| Equipos participantes | Equipos participantes | Equipos participantes | Equipos participantes | Equipos participantes |
| --------------------- | --------------------- | --------------------- | --------------------- | --------------------- |
| Cariri                | Floresta              | Horizonte             | Guarany de Sobral     | Guarani de Juazeiro   |
| Itapipoca             | Maranguape            | Pague Menos           | Tiradentes            | Barbalha              |

## Primera fase

### Clasificación
| Pos. | Equipo              | Pts. | PJ | G | E | P | GF | GC | Dif. | Clasificación 2022              |
| ---- | ------------------- | ---- | -- | - | - | - | -- | -- | ---- | ------------------------------- |
| 1    | Horizonte           | 15   | 9  | 5 | 0 | 4 | 11 | 9  | +2   | Clasificado a la segunda ronda. |
| 2    | Floresta            | 15   | 9  | 4 | 3 | 2 | 8  | 5  | +3   | Clasificado a la segunda ronda. |
| 3    | Barbalha            | 14   | 9  | 4 | 2 | 3 | 9  | 7  | +2   | Clasificado a la segunda ronda. |
| 4    | Pague Menos         | 13   | 9  | 4 | 1 | 4 | 12 | 10 | +2   | Clasificado a la segunda ronda. |
| 5    | Guarani de Juazeiro | 13   | 9  | 4 | 1 | 4 | 7  | 11 | −4   | Clasificado a la segunda ronda. |
| 6    | Guarany de Sobral   | 13   | 9  | 3 | 4 | 2 | 13 | 12 | +1   |                                 |
| 7    | Tiradentes          | 13   | 9  | 3 | 4 | 2 | 7  | 6  | +1   |                                 |
| 8    | Itapipoca           | 11   | 9  | 2 | 5 | 2 | 8  | 7  | +1   |                                 |
| 9    | Cariri              | 10   | 9  | 2 | 4 | 3 | 8  | 8  | 0    | Descenso a la Serie C 2023.     |
| 10   | Maranguape          | 5    | 9  | 1 | 2 | 6 | 5  | 13 | −8   | Descenso a la Serie C 2023.     |

Actualizado a los partidos jugados el 29 de junio de 2022.
 Fuente: FCF

### Fixture
- La hora de cada encuentro corresponde al huso horario correspondiente al Estado de Ceará (UTC-3).

| Itapipoca         | 1 - 1 | Pague Menos         | Perilo Teixeira     | 7 de mayo           | 15:00               |
| Guarany de Sobral | 3 - 0 | Guarani de Juazeiro | Victoria Adjudicada | Victoria Adjudicada | Victoria Adjudicada |
| Tiradentes        | 0 - 0 | Barbalha            | Moraisão            | 10 de mayo          | 15:00               |
| Cariri            | 0 - 2 | Horizonte           | Romeirão            | 10 de mayo          | 19:00               |
| Floresta          | 2 - 0 | Maranguape          | Domingão            | 11 de mayo          | 15:00               |

| Tiradentes          | 0 - 0 | Itapipoca         | Moraisão | 14 de mayo | 15:00 |
| Maranguape          | 0 - 0 | Guarany de Sobral | Moraisão | 15 de mayo | 15:00 |
| Barbalha            | 0 - 1 | Pague Menos       | Inaldão  | 15 de mayo | 16:00 |
| Horizonte           | 2 - 0 | Floresta          | Domingão | 17 de mayo | 15:00 |
| Guarani de Juazeiro | 0 - 2 | Cariri            | Inaldão  | 17 de mayo | 15:00 |

| Horizonte         | 1 - 2 | Tiradentes          | Domingão | 22 de mayo | 15:00 |
| Guarany de Sobral | 2 - 2 | Itapipoca           | Junco    | 22 de mayo | 15:00 |
| Maranguape        | 1 - 2 | Guarani de Juazeiro | Moraisão | 22 de mayo | 15:00 |
| Pague Menos       | 4 - 2 | Cariri              | PV       | 24 de mayo | 15:00 |
| Floresta          | 1 - 0 | Barbalha            | Domingão | 25 de mayo | 15:00 |

| Guarani de Juazeiro | 1 - 0 | Pague Menos | Mirandão        | 28 de mayo | 15:00 |
| Itapipoca           | 2 - 0 | Horizonte   | Perilo Teixeira | 29 de mayo | 15:00 |
| Cariri              | 0 - 0 | Tiradentes  | Mirandão        | 31 de mayo | 15:00 |
| Barbalha            | 2 - 1 | Maranguape  | Inaldão         | 31 de mayo | 15:00 |
| Guarany de Sobral   | 1 - 1 | Floresta    | Junco           | 1 de junio | 15:00 |

| Guarani de Juazeiro | 2 - 1 | Barbalha          | Mirandão        | 5 de junio | 15:00 |
| Itapipoca           | 1 - 2 | Maranguape        | Perilo Teixeira | 5 de junio | 15:00 |
| Tiradentes          | 1 - 0 | Floresta          | Moraisão        | 7 de junio | 15:00 |
| Pague Menos         | 1 - 2 | Horizonte         | PV              | 7 de junio | 15:00 |
| Cariri              | 0 - 0 | Guarany de Sobral | Romeirão        | 7 de junio | 19:00 |

| Maranguape        | 0 - 0 | Tiradentes          | Moraisão        | 11 de junio | 15:00 |
| Itapipoca         | 0 - 0 | Cariri              | Perilo Teixeira | 11 de junio | 15:00 |
| Horizonte         | 1 - 0 | Guarani de Juaziero | Domingão        | 12 de junio | 15:00 |
| Guarany de Sobral | 1 - 3 | Barbalha            | Junco           | 13 de junio | 15:00 |
| Floresta          | 2 - 1 | Pague Menos         | Domingão        | 14 de junio | 15:00 |

| Floresta            | 0 - 0 | Cariri     | Domingão     | 17 de junio | 15:00 |
| Guarany de Sobral   | 3 - 2 | Tiradentes | Junco        | 18 de junio | 15:00 |
| Guarani de Juazeiro | 0 - 2 | Itapipoca  | Romeirão     | 18 de junio | 17:00 |
| Pague Menos         | 1 - 0 | Maranguape | Elzir Cabral | 19 de junio | 15:00 |
| Barbalha            | 2 - 1 | Horizonte  | Inaldão      | 19 de junio | 15:00 |

| Horizonte           | 1 - 2 | Guarany de Sobral | Domingão        | 23 de junio | 15:00 |
| Guarani de Juazeiro | 0 - 0 | Floresta          | Mirandão        | 23 de junio | 15:00 |
| Tiradentes          | 1 - 0 | Pague Menos       | Moraisão        | 23 de junio | 15:00 |
| Itapipoca           | 0 - 0 | Barbalha          | Perilo Teixeira | 23 de junio | 15:00 |
| Cariri              | 4 - 1 | Maranguape        | Inaldão         | 23 de junio | 15:00 |

| Floresta    | 2 - 0 | Itapipoca           | Domingão     | 29 de junio | 15:00 |
| Maranguape  | 0 - 1 | Horizonte           | Moraisão     | 29 de junio | 15:00 |
| Barbalha    | 1 - 0 | Cariri              | Inaldão      | 29 de junio | 15:00 |
| Tiradentes  | 1 - 2 | Guarani de Juazeiro | João Ronaldo | 29 de junio | 15:00 |
| Pague Menos | 3 - 1 | Guarany de Sobral   | Elzir Cabral | 29 de junio | 15:00 |

## Segunda fase

### Clasificación
| Pos. | Equipo              | Pts. | PJ | G | E | P | GF | GC | Dif. | Clasificación 2022                     |
| ---- | ------------------- | ---- | -- | - | - | - | -- | -- | ---- | -------------------------------------- |
| 1    | Guarani de Juazeiro | 10   | 4  | 3 | 1 | 0 | 9  | 2  | +7   | Campeón y ascenso a la Serie A 2023    |
| 2    | Barbalha            | 8    | 4  | 2 | 2 | 0 | 6  | 2  | +4   | Subcampeón y ascenso a la Serie A 2023 |
| 3    | Horizonte           | 5    | 4  | 1 | 2 | 1 | 4  | 5  | −1   |                                        |
| 4    | Pague Menos         | 4    | 4  | 1 | 1 | 2 | 5  | 5  | 0    |                                        |
| 5    | Floresta            | 0    | 4  | 0 | 0 | 4 | 1  | 11 | −10  |                                        |

Actualizado a los partidos jugados el 4 de agosto de 2022.
 Fuente: FCF

### Fixture
- La hora de cada encuentro corresponde al huso horario correspondiente al Estado de Ceará (UTC-3).

| Barbalha            | 1 - 0 | Pague Menos | Inaldão | 10 de julio | 15:00 |
| Guarani de Juazeiro | 3 - 0 | Floresta    | Inaldão | 12 de julio | 15:00 |

| Horizonte   | 0 - 0 | Barbalha            | Domingão     | 16 de julio | 15:00 |
| Pague Menos | 0 - 1 | Guarani de Juazeiro | Elzir Cabral | 16 de julio | 15:00 |

| Floresta            | 1 - 3 | Pague Menos | PV      | 20 de julio | 15:00 |
| Guarani de Juazeiro | 3 - 0 | Horizonte   | Inaldão | 23 de julio | 15:00 |

| Horizonte | 2 - 0 | Floresta            | Domingão | 28 de julio | 15:00 |
| Barbalha  | 2 - 2 | Guarani de Juazeiro | Inaldão  | 31 de julio | 15:00 |

| Floresta    | 0 - 3 | Barbalha  | PV           | 4 de agosto | 15:00 |
| Pague Menos | 2 - 2 | Horizonte | Elzir Cabral | 4 de agosto | 15:00 |

## Goleadores
Actualizado el 4 de agosto de 2022.
| Pos. | Jugador     | Equipo              | Goles |
| ---- | ----------- | ------------------- | ----- |
| 1    | Dentinho    | Horizonte           | 6     |
|      | Tiaguinho   | Guarani de Juazeiro | 6     |
| 3    | Luis Soares | Pague Menos         | 5     |
|      | Araújo      | Barbalha            | 5     |
| 5    | Bruno Ocara | Pague Menos         | 4     |
|      | Luan        | Guarani de Juazeiro | 4     |